# Omosessualità e zoroastrismo
L'omosessualità nello Zoroastrismo è, come in molte altre religioni, un tema controverso. La dottrina zoroastriana ortodossa tende a condannare moralmente l'omosessualità all'interno della comunità, mentre i gruppi zoroastriani socialmente più progressisti l'accettano.

## Nelle Scritture zoroastriane
Le scritture sacre dello zoroastrianesimo sono chiamate Avestā. Sono composte da molte parti, scritti nel corso di molti secoli. La parte più antica, che si ritiene contenere gli scritti di Zarathustra/Zoroastro stesso, è composta dalle Gāthā.
All'interno delle Gatha, Zoroastro non menziona mai l'omosessualità, come non cita del resto neppure la sessualità in genere. Gli zoroastriani che respingono le parti più recenti dell'Avesta considerandole una corruzione dell'insegnamento originale di Zoroastro, ritengono che questo costituisca la prova del fatto che l'omosessualità non è peccaminosa.
Comunque, molti zoroastriani accettano l'intera Avesta come la loro guida religiosa, ivi compresa la Vendidad, una raccolta di 22 Fargard, o precetti, relativi alla purità religiosa (anche se ormai soltanto gli zoroastriani estremamente conservatori continuano a rispettare tutti questi precetti).  La Vendidad dichiara:
L'interpretazione spesso data a questo passaggio (benché Deva può assumere sia significato di divinità che di demone) affermerebbe che l'omosessualità è una forma di adorazione demoniaca, e conseguentemente peccaminosa. Interpretazioni antiche di questo passaggio suggeriscono che i sodomiti possono essere uccisi senza il permesso del Dastūr.

## L'omosessualità e la cultura dello zoroastrismo
Forse la ragione per cui gli zoroastriani tendono a considerare negativamente l'omosessualità non deriva da una proibizione presente nelle Scritture, ma dalla tradizione. Dato che lo zoroastrismo conservatore non accetta le conversioni (per appartenere alla congregazione occorre avere entrambi i genitori che ne sono membri), la riproduzione è essenziale per il mantenimento della comunità, e l'omosessualità, che ovviamente non può portare alla riproduzione, è disapprovata, così come lo è il celibato. D'altro canto, le comunità zoroastriane oggi sono assolutamente troppo piccole per permettersi di poter considerare l'omosessualità (o il celibato) quale causa di esclusione dalla tradizione della fede.
Dopo la morte di Freddie Mercury, un Parsi notoriamente bisessuale, il suo funerale fu celebrato secondo la tradizione  zoroastriana.